# Vi địa chấn
Vi địa chấn là các rung động biên độ nhỏ cỡ micromet của đất đá trong tự nhiên, gây ra bởi các nguồn rung động ngẫu nhiên liên tiếp, lập thành tiếng ồn (Noise) của đất đá. Thuật ngữ ưa dùng hiện là rung động của môi trường (Ambient Vibrations). Khi lan truyền trong đất, nó bị ảnh hưởng bởi tính chất, trạng thái và kết cấu của đất đá, dẫn tới các đặc trưng rung động bị biến đổi.
Phương pháp Vi địa chấn (Microtremor) là một phương pháp khảo sát của Địa vật lý thăm dò, và là một dạng thí nghiệm (Test) của Địa kỹ thuật (Geotechnics), thành phần của Địa chất công trình (Engineering geology), thực hiện các quan sát rung động của môi trường để xác định những tham số của đất đá nhằm đánh giá ảnh hưởng của Động đất lên các công trình xây dựng ở đó.
Vi địa chấn được thực hiện tại dự án công trình xây dựng lớn hoặc quan trọng, như đập thủy điện, hồ thủy điện, mỏ than, các khu công nghiệp lớn có yêu cầu an toàn cao như điện hạt nhân, luyện kim, xi măng,... Nó cũng phục vụ việc Phân vùng địa chấn (Seismic microzonation), là việc lập bản đồ đánh giá ảnh hưởng của động đất lên các vùng của công trình chiếm diện tích rộng rộng và quan trọng nói trên.
Khi động đất thì sóng ngang là sóng gây phá hủy công trình. Sóng động đất truyền nhanh hơn trong đá gốc, và chuyển tiếp vào đất nền công trình theo mức độ gọi là hàm chuyển tiếp sóng ngang (Transfer function). Các tham số quan sát được là cơ sở để xác định giải pháp kháng chấn cho công trình xây dựng.

## Lịch sử
Sau công trình tiên phong của Kannai và Tanaka, nhiều nhà nghiên cứu đã điều tra các ứng dụng và độ tin cậy của phương pháp Vi địa chấn. Hạn chế lớn nhất của phương pháp được Kannai và Tanaka đề xuất là họ coi là phổ Fourier của các chuyển động ngang phản ánh hàm chuyển tiếp (Transfer function) của bề mặt. Tuy nhiên, người ta thấy phổ Vi địa chấn ngang thường thể hiện các đặc điểm của nguồn chứ không phải là hàm chuyển tiếp ở vị trí khảo sát.
Yukta Nakamura vào năm 1989 đã sửa đổi phân tích Vi địa chấn bằng cách đề xuất một kỹ thuật mới, thường được gọi là phương pháp H/V (horizontal-to-vertical). Trong kỹ thuật này, hiệu ứng của nguồn có thể giảm thiểu bằng cách chuẩn hóa (normalizing) các biên độ phổ dao động ngang với biên độ phổ dao động đứng. Tỷ lệ phổ gần bằng hàm chuyển tiếp sóng ngang giữa mặt đất và đá gốc.
Phương pháp này không đòi hỏi bất kỳ hố khoan, do đó thuận tiện và không tốn kém như các phương pháp truyền thống cần đến hố khoan. Phương pháp này hiện nay được sử dụng rộng rãi cho việc quan sát Vi địa chấn mặc dù nó thiếu một nền tảng lý thuyết rõ ràng .

## Nội dung phương pháp
Trong quan sát Vi địa chấn các đầu thu sóng địa chấn (Geophone) của cả loại thu dao động thẳng đứng (Vertical) và thu dao động ngang (Horizontal) đặt cùng vị trí tại điểm thu (Geophone Point, GP). Nếu dùng một Geophone ngang thì hướng trục thu của nó cần đặt có chủ đích, thường là vuông góc với hướng về nguồn sóng.

### Quan sát với nguồn tự nhiên
Trong quan sát với nguồn tự nhiên, dãy các Geophone được rải, rồi ghi tiếng ồn tự nhiên với thời gian ghi đủ dài. Quan sát thuận lợi hơn nếu đâu đó có nguồn gây rung động mạnh như đóng cọc, xe cộ đi lại,...

### Quan sát với nguồn chủ động
Trong quan sát với nguồn chủ động, dãy các Geophone được rải, rồi ghi với nguồn sóng ngang SH bằng đập búa lên khúc gỗ.

## Vi địa chấn khúc xạ ReMi
Vi địa chấn khúc xạ (Refraction microtremor, ReMi) là một phương pháp địa vật lý thăm dò thực hiện đánh giá đặc trưng dao động và sự tán xạ của các sóng mặt, nhất là sóng Rayleigh. Nó được phát triển tại Đại học Nevada (Mỹ) cùng với phần mềm xử lý SeisOpt® Remi™ Lưu trữ ngày 24 tháng 4 năm 2015 tại Wayback Machine.
Quan sát ReMi thực hiện bằng hệ thống đo ghi của thăm dò địa chấn như Geometrics StrataVisor NZ Lưu trữ ngày 15 tháng 12 năm 2014 tại Wayback Machine, với dãy đầu thu sóng địa chấn (geophone) từ 6 đến 48 kênh thu được rải theo tuyến, thực hiện ghi vi địa chấn với độ dài ghi 15 đến 60 sec. Có thể dùng búa đập ở đầu tuyến để tăng mức rung chấn.
Kết quả xử lý cho ra mặt cắt ảnh tán sắc tần số với độ chậm (nghịch đảo của tốc độ truyền sóng), đặc trưng cho tính chất cơ lý đất đá vùng nền móng công trình.